# Steriphoma paradoxum
Steriphoma paradoxum är en kaprisväxtart. Steriphoma paradoxum ingår i släktet Steriphoma och familjen kaprisväxter.

## Underarter
Arten delas in i följande underarter:
- S. p. paradoxum
- S. p. venezuelanum